# Jean Bruchési
Pour les articles homonymes, voir Bruchési.
Jean Bruchési, né à Montréal le 9 avril 1901 et mort le 2 octobre 1979 à l'âge de 78 ans, est un journaliste, historien, professeur, critique littéraire québécois et diplomate canadien.

## Biographie
Il est le fils de Charles Bruchési, c.r. et d'Elvire Desnoyers, petit-fils du juge Mathias-Charles Desnoyers, arrière petit-fils de Charles-André Leblanc, l'un des patriotes de 1837, qui fut shérif à Montréal, et neveu de Mgr Paul Bruchési (1855-1939), archevêque de Montréal de 1897 à 1939. Il épouse Berthe Denis le 20 juin 1930.
Sa sépulture est située dans le cimetière Notre-Dame-des-Neiges, à Montréal.

### Études
Jean Bruchési fait ses études classiques au Collège de Montréal (1912-1916) et au Collège Sainte-Marie où il obtient son baccalauréat ès arts en 1921, puis à l'Université de Montréal où il obtient une licence en droit en 1924. Il est admis au Barreau du Québec en 1924. Boursier du gouvernement du Québec, il poursuit ses études à Paris de 1924 à 1927, à l'École libre des sciences politiques, à l'École nationale des chartes (comme auditeur libre), et il fait des études de lettres à la Sorbonne. Il revient au Canada en 1927,,.

### Vie professionnelle
À son retour d’Europe, Jean Bruchési choisit de ne pas pratiquer le droit et il entreprend plutôt une carrière dans l’enseignement et le journalisme.

#### Enseignement
Ainsi, en 1927, à l'Université de Montréal, il devient chargé de cours à la faculté des Lettres, où il donne des cours d’histoire du Canada, puis à la faculté des Sciences sociales, économiques et politiques, où il enseigne la politique internationale. En 1930, il donne des cours d’histoire à l’Externat classique Saint-Sulpice et, en 1932, au Collège Marguerite-Bourgeoys,,,.

#### Journalisme et voyage
Durant ces mêmes années, en plus de ses différents emplois comme professeur, Jean Bruchési s’engage dans le journalisme et s’acquitte de divers mandats relatifs aux relations internationales.
Ainsi, de 1928 à 1931, il est rédacteur en chef du journal Le Canada (1926-1930), et rédacteur en chef de La Revue Moderne (1930-1937) et de l’Action Universitaire (1934-1937) et collabore à d’autres journaux et revues au Québec.
Il voyage aussi beaucoup à cette époque. En 1925, il est délégué de l’Université de Montréal aux fêtes du cinquantenaire des Instituts catholiques de Paris et d’Angers ; en 1929, à la demande du quotidien Le Canada, il fait un long voyage en Europe orientale ; puis, encore une fois, il est délégué aux fêtes du Ve centenaire de Jeanne d’Arc, à l’Exposition coloniale universelle de Paris et aux fêtes du IVe centenaire du Collège de France. En 1934, il est secrétaire de la délégation canadienne au Congrès de l’Union postale universelle.

#### Sous-secrétaire d'État
En 1937, le « professeur-journaliste-voyageur » est nommé par le premier ministre Maurice Duplessis au poste de sous-secrétaire d’État. Cette fonction, l'historien Claude Galarneau la décrit ainsi : 

« À l’époque, le Québec ne compte ni ministère de l’Éducation, ni ministère de la Culture. C’est le ministre appelé secrétaire provincial qui est responsable, devant l’Assemblée législative, du Département de l’Instruction publique et des affaires culturelles. Dans le premier cas, seul le budget du Département de l’Instruction publique, pour les catholiques, dépend d’un comité composé de tous les évêques et d’autant de laïques nommés par le Gouvernement. Dans le second cas, c’est le secrétaire qui décide, conseillé par son sous-ministre. C’est ainsi que, pendant deux décennies, les affaires culturelles passeront d'abord au bureau de Jean Bruchési. 
Pendant ces années, le haut fonctionnaire ne se retranche pas dans son bureau. Au contraire, il se manifeste souvent, en vertu du poste qu’il occupe et grâce à sa réputation établie d’écrivain, d’intellectuel et de diplomate. L’Alliance française l’invite par exemple comme conférencier en France en 1948 et l’Institut Scientifique Franco-Canadien en fait autant en 1953. Ce dernier voyage l’amène aux universités de Paris, de Strasbourg, de Lyon, de Toulouse, de Bordeaux et de Rennes. En 1949, il est délégué du Canada à la conférence internationale sur l'éducation des adultes, qui se tient à Elseneur au Danemark et conférencier de la Société royale dans les principales villes du Canada en 1951 et 1954. »

#### Diplomatie
En 1959, Jean Bruchési entreprend une carrière diplomatique comme ambassadeur du Canada, d'abord en Espagne (1959), puis au Maroc et en Argentine (avec accréditation en Uruguay et au Paraguay, en 1964). Il s'acquitte également de missions extraordinaires au Vatican, en Côte d'Ivoire, en Haute-Volta et au Niger,.

## Prix et reconnaissances
- 1936 - Il est cofondateur de la Société des écrivains canadiens, avec Victor Barbeau, et président de ce regroupement de 1947 et 1953 à 1974.
- 1940 - Membre puis président de la Société royale du Canada (1953-1954).
- 1943 - Membre de la Société des Dix.
- 1934 et 1946 - Prix de l'Académie française[6] : 1934 Prix Montyon, Histoire du Canada pour tous ; 1946 Prix de la langue française, médaille[14].
- 1949 - Prix Léo-Pariseau.
- 1949 - Prix Ludger-Duvernay de la Société Saint-Jean-Baptiste de Montréal.
- 1951 - Médaille J. B. Tyrrell de la Société royale du Canada.
- 1959 - Médaille de l'Académie Canadienne-Française (devenue l'Académie des lettres du Québec)[6].

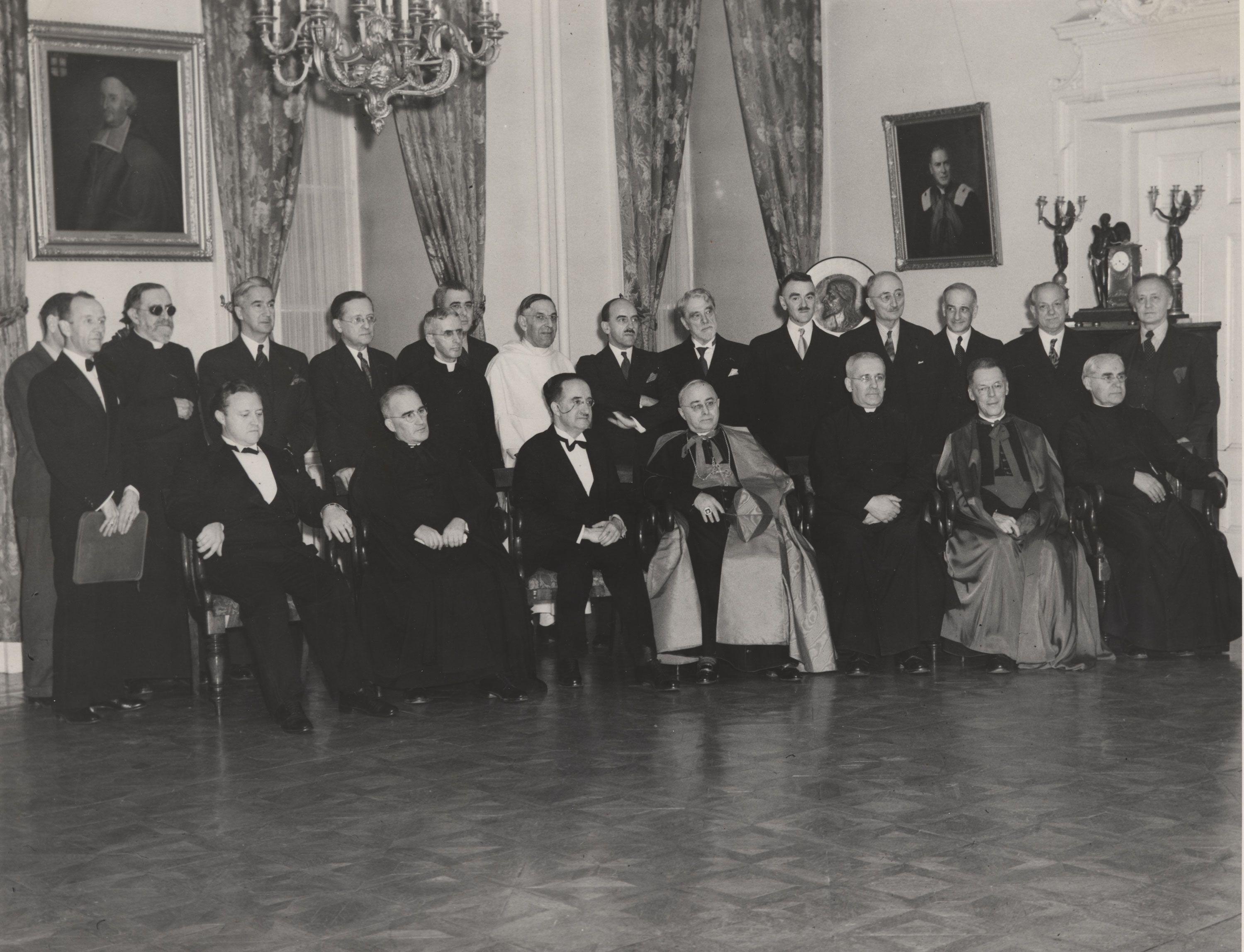
Séance de la section francaise de la Societe royale du Canada, Quebec, 18 novembre 1945

## Publications
- Jean Bruchési, Oscar Dunn et son temps (biographie), Montréal, Imprimerie populaire ltée, 1928? — Worldcat
- Jean Bruchési, Jours éteints (voyages), Montréal, Librairie d’Action canadienne-Française ltée, 1929 - Bibliothèque et Archives nationales du Québec
- Jean Bruchési (ill. René Chicoine et Jean-Paul Lemieux), L’épopée canadienne : (Pour la jeunesse), Montréal, Librairie Granger Frères limitée, 1934, 203 p. - Toronto Public Library
- Jean Bruchési, Histoire du Canada pour tous, Éditions Albert Lévesque, Montréal, 1933-1935 ; Éditions de l’Action canadienne-française, Montréal, 1939, 1940 ; Éditions Beauchemin, Montréal, 1942, 1946, 1951, 1954, 682 p.[note 2].
- Jean Bruchési (préf. Étienne Gilson), CANADA, Réalités d'hier et d'aujourd'hui, Les Éditions Variétés, Montréal, 1948[note 3].
- Jean Bruchési, Rameau de Saint-Père et les Français d’Amérique, Les Éditions des Dix, 1950 (ASIN B006RK26BS)
- Jean Bruchési, Souvenirs à vaincre (biographie), Montréal, Hurtubise/HMH, 1974 - Bibliothèque et Archives nationales du Québec
- Jean Bruchési (préf. M. Édouard Montpetit), Aux marches de l’Europe, Montréal. Éditions Albert Lévesque, 1932

Le fonds d'archives de Jean Bruchési est conservé au centre d'archives de Montréal de Bibliothèque et Archives nationales du Québec. Le centre de recherche en civilisation canadienne-française à ottawa possède également un fonds d'archives de Jean Bruchési, comportant principalement des documents textuels.